# Уэллс, Адам, 1-й барон Уэллс
Адам де Уэллс (англ. Adam de Welles; умер 1 сентября 1311) — английский аристократ, 1-й барон Уэллс с 1299 года. Принадлежал к рыцарскому роду, представители которого владели землями в Линкольншире и Нортумберленде, был сыном Роберта де Уэллса и Изабеллы де Перитон. В феврале 1299 года король Эдуард I вызвал Уэллса в свой парламент, и это событие считается созданием титула барона Уэллса. 
Адам был женат на Джоан Энгейн, дочери сэра Джона Энгейна и Джоан де Гренвиль, в этом браке родились сыновья Роберт и Адам и дочь Джоан, жена сэра Уильяма де Контело. 